# Кочнев, Фёдор Петрович
Фёдор Петрович Кочнев (6 марта 1906 — 25 апреля 1997) — советский и российский учёный, ректор МИИТа (1955—1980).

## Биография
Родился 6 марта 1906 года (по старому стилю) в деревне Сабур-Мачкассы, Чамзинского округа Мордовского уезда в семье крестьянина, в детстве батрачил.
- 1920—1927 — ученик сапожника, потом мастер сапожного дела в Сочи.
- 1927—1929 — председатель правления Сочинского промыслово-кредитного союза.
- 1930—1935 — «как выдвиженец из рабочих» был направлен на учёбу в Ленинградский институт инженеров железнодорожного транспорта (ЛИИЖТ) на эксплуатационный факультет.
- 1935—1938 г. ревизор движения, затем начальник станции Бикин Дальневосточной железной дороги.
- 1938—1940 — ассистент ЛИИЖТ, аспирант.
- 1940 — защитил кандидатскую диссертацию.
- 1940 — 1944- зам декана, а затем декан факультета Эксплуатация железных дорог ЛИИЖТ.
- 1941—1942 — по личной просьбе зачислен в ополчение, работал начальником станции Шушары, потом в 7-м отделении движения Октябрьской железной дороги.
- Пережил блокаду Ленинграда.
- 1944—1948 — доцент МИИТ.
- 1947 г. — защитил докторскую диссертацию.
- 1948 г. — присвоено звание профессора.
- 1948—1951 г. — первый заместитель начальника Главного Управления Учебными Заведениями Министерства Путей Сообщения СССР.
- 1951—1953 г. и 1983—1989 гг. — профессор кафедры «Эксплуатация ж.д.» МИИТ.
- 1953—1982 г. — заведующий кафедрой «Эксплуатация ж.д.» МИИТ.
- 1955—1980 г. — ректор МИИТ.

## Награды

### Ордена
- Орден Ленина
- Орден Октябрьской Революции
- Орден Трудового Красного Знамени — 4-кратно
- Орден «Знак Почёта» — 3-кратно
- Орден Красной Звезды
- Орден Дружбы народов

### Медали
- Медаль «За трудовую доблесть»
- Медаль «За оборону Ленинграда»
- Медаль «За оборону Москвы»
- Медаль «За доблестный труд в Великой Отечественной войне 1941—1945 гг.»
- Медаль Жукова
- Медаль «За освоение целинных земель»
- Медаль «Ветеран труда» и другие

Всего 11 медалей.

### Знаки
- «Почётный железнодорожник»
- «Отличный железнодорожник»
- «Отличник высшей школы»
- «Отличный движенец»
- «Почётный знак МИИТ» (удостоверение № 1)

### Иностранные медали и знаки отличия
- Золотая медаль «За заслуги перед транспортом ПНР» (ПНР)
- Золотой знак «Передовой железнодорожник» (ПНР)
- Знак «Почётный железнодорожник» (ГДР)
- Знак «Почётный железнодорожник» (БНР)
- Памятная медаль к 50-летию Монгольской Народной Республики
- Почётная грамота Народного Хурала МНР
- Юбилейная медаль Народной Республики Болгария

### Почётные звания
- Заслуженный деятель науки и техники РСФСР
- Почётный профессор Высшей железнодорожной школы, г. Жилина (ЧССР)
- Почётный профессор Будапештского технического Университета (ВНР)
- Почётный профессор Дрезденской высшей транспортной школы им. Фридриха Листа, (ГДР)

Ф. П. Кочнев — крупнейший учёный в области организации движения поездов, имеющий международную известность.

## Основные монографии и учебники
Ф. П. Кочнев имеет более 120 печатных работ
- Организация движения поездов на ж.д. транспорте (перевод на китайский).
- Организация пассажирских перевозок на ж.д. транспорте (перевод на чешский, китайский немецкий, румынский)
- Организация пригородных пассажирских перевозок на ж.д. СССР (перевод на китайский)
- Вопросы организации движения поездов (перевод на венгерский)
- Повышение скоростей движения пассажирских поездов
- Оптимальные параметры пригородных пассажирских перевозок